# Авертон
Авертон (фр. Averton) насеље је и општина у западној Француској у региону Лоара, у департману Мајен која припада префектури Мајен.
По подацима из 2011. године у општини је живело 614 становника, а густина насељености је износила 15,12 становника/km². Општина се простире на површини од 40,62 km². Налази се на средњој надморској висини од 108 метара (максималној 292 m, а минималној 124 m).

## Демографија
| 1962. | 1968. | 1975. | 1982. | 1990. | 1999. | 2011. |
| ----- | ----- | ----- | ----- | ----- | ----- | ----- |
| 489   | 542   | 521   | 551   | 582   | 601   | 614   |

График промене броја становника у току последњих година